# سیلسبی (تگزاس)
سیلسبی، تگزاس(به انگلیسی: Silsbee, Texas) شهری در ایالت تگزاس از ایالات جنوبی ایالات متحده آمریکا است. در سرشماری سال ۲۰۰۰، جمعیت این شهر ۶۳۹۳ نفر اعلام شد.